# Masta Ace
 Der er for få eller ingen kildehenvisninger i denne artikel, hvilket er et problem. Du kan hjælpe ved at angive troværdige kilder til de påstande, som fremføres i artiklen.

Masta Ace (født Duval Clear, 4. december 1966) er en amerikansk rapper fra Brownsville, Brooklyn, New York.
Som en af rapperne på Marley Marls klassiske posse-nummer 'The Symphony' er Masta Ace naturlig at nævne som en af hiphoppens mest legendariske kunstnere, men da han altid har valgt at gøre, som han vil, har han – på trods af en række uvurderlige numre – bevaret sin position som undergrundens ukronede konge.
Masta Ace blev født i bydelen Brownsville i Brooklyn. Han blev en del af Marley Marls Juice Crew, der i 1988 indspillede 'The Symphony'. Denne klassiker befandt sig på Marley Marls album 'In Control vol. 1', hvor der blev plads til yderligere to Masta Ace-numre.
To år efter udkom debutalbummet 'Take a Look Around', der var produceret af Marley Marl. På albummet viste Masta Ace sit talent som en gadeklog storyteller, der forstod at krydre historierne med humoristiske twists og kvikke ordkombinationer. Albummet blev et hit i undergrunden, hvilket især skyldtes numre som 'Musicman', 'Brooklyn Battles' og Biz Markie-duetten 'Me & The Biz'.
I 1993 udgav Masta Ace albummet 'Slaughtahouse'. På albummet blev hiphopkulturen dissekeret på kryds og tværs i en rammefortælling om forbrydere, graffitikunstnere og svage rappere. Masta Ace småhittede med 'Jeep Ass Niguh', men det var dog numre som 'Boom Bashin' og 'Saturday Nite Live', der var mest populære i undergrunden.
'Sittin' on Chrome' fra 1995 var en hyldest til Vestkystens fascination af hydraulik og bilradioer. Albummet blev mødt med rynkede bryn, som dog blev rettet ud kort efter, da Masta Ace lavede den beskidte 'Crooklyn' til Spike Lees film af samme navn.
Efter at have udgivet en række singler i slut-90'erne vendte Masta Ace tilbage med albummet 'Disposable Arts' i 2001. Det var et album, der oversteg alle forventninger og helt levede op til de tidligere albums.
I 2004 sagde Masta Ace farvel til rappen med nyklassikeren 'A Long Hot Summer', der blandt andet indeholdt numrene 'Good Ol' Love' og 'Beautiful'.
I 2009 gik rygterne på, at et nyt album er på trapperne. Der er siden kommet nye albums til i henholdsvis 2012 og 2016.

## Diskografi

### Albums
- 1990: Take a Look Around
- 1993: Slaughtahouse
- 1995: Sittin' On Chrome
- 2001: Disposable Arts
- 2004: A Long Hot Summer
- 2012: MA Doom: Son of Yvonne
- 2016: The Falling Season